# Берзевицы, Гергей
Гергей Берзевицы (венг. Berzeviczy Gergely, словац. Gregor Berzevici; 15 июня 1763 года ― 23 февраля 1822 года) ― венгерский политэкономист, последователь Адама Смита. 

## Биография
Берзевицы родился 15 июня 1763 года в Велька Ломница (ныне ― часть Словакии) в Королевстве Венгрия.
Окончил Кежмарокский лицей в 1783 году, где изучал юриспруденцию и получил диплом адвоката, а затем до 1786 года продолжал учёбу в Гёттингенском университете. Берзевич объехал Германию, Францию, Бельгию и Англию, прежде чем вернуться в Венгрию. По возвращении он устроился государственным служащим, и по делам службы ему приходилось много путешествовать по стране. Во время одного из своих путешествий Берзевич написал императору Иосифу II письмо, в котором предложил множество идей для экономических реформ в Венгрии. В 1795 году он принял незначительное участие в заговоре «венгерских якобинцев» Игнаца Мартиновича против режима Иосифа II. После его провала Берзевич ушёл от активной деятельности и обратился к науке, особенно к экономике и этнографии. Он стал одним из первых экономистов в Венгрии, которые начали говорить о том, что феодальные отношения сильно блокируют возможности экономического развития страны. Он также критиковал эксплуатацию крестьян дворянами, прибегая к резким выражениям.
De commercio et Industria Hungariae была первой книгой в Венгрии, в которой были изложены элементы теорий Адама Смита. В своей книге « De conditione et indle rusticorum in Hungaria» Берзевич сравнил быт европейских крестьян. Этнографические и экономические исследования и публикации Берзевичи принесли ему место в Учёном обществе в Гёттингене в 1802 году.
Писал только на латинском и немецком языках.